# Parque nacional del Bosque Bávaro
Parque nacional del Bosque Bávaro (en alemán: Nationalpark Bayerischer Wald) es un parque nacional en la zona oriental del Bosque de Baviera, cerca de la frontera de Alemania con la República Checa. Cuenta con más de 700000 visitantes anuales.
Fue establecido el 7 de octubre de 1970 como el primer parque nacional de Alemania. Desde su ampliación el 1 de agosto de 1997, cubre un área de 24.250 hectáreas, que discurren a lo largo de la cresta principal de la Selva de Baviera desde el Großer Falkenstein (1.305 m) en el noroeste más allá del Großer Rachel (1453 m) hasta  Lusen (1.373 m) en el sureste. Del otro lado de la frontera checa se encuentra el Parque nacional Šumava, con más de 68000 hectáreas.
Alberga como parte de su fauna con linces boreales (Lynx lynx), gatos monteses (Felis silvestris), castores europeos (Castor fiber), nutrias europeas (Lutra lutra), murciélagos de bosque (Barbastella barbastellus), murciélagos ratoneros forestales (Myotis bechsteinii) y murciélagos ratoneros grandes (Myotis myotis).

## Biografía
- Hans Bibelriether, Hartmut Strunz: Unterwegs im Nationalpark Bayerischer Wald. Ein Führer für Wanderer und Naturfreunde. Wald erleben, Natur verstehen. Morsak, Grafenau 1990, 213 S., ISBN 3-87553-353-4
- Hans Bibelriether, Hannes Burger: Nationalpark Bayerischer Wald. Süddeutscher Verlag und Morsak-Verlag, München und Grafenau 1983, 175 S., ISBN 3-7991-6193-7 und ISBN 3-87553-202-3
- Marco Heurich, Hans Jehl: Waldentwicklung im Bergwald nach Windwurf und Borkenkäferbefall. Grafenau 2001. 182 S. ISBN 3-930977-26-5

- Datos: Q704124
- Multimedia: Nationalpark Bayerischer Wald / Q704124